# 河原梓水
河原 梓水（かわはら あずみ、1983年 8月26日‐ ）は、日本の歴史学者。福岡女子大学国際文理学部准教授。専門はサディズム・マゾヒズム・SMの近現代史、古代史における蝦夷支配。

## 経歴
立命館大学文学部史学科を卒業、同大学で博士前期課程、博士後期課程を修了。2012年9月に博士論文「律令国家の華夷秩序と蝦夷支配」で博士（文学）を取得する。その後、日本学術振興会特別研究員PD、ベルリン自由大学客員研究員を経て、2020年4月、福岡女子大学国際文理学部に着任。

## 研究活動
『奇譚クラブ』を中心とする「戦後風俗雑誌」を対象に、歴史学的なSM研究を行っている。河原の著書『SMの思想史』について、光石亜由美は「着実な史料研究、伝記調査、そして、作品の文学的読解に基づき、さらには、戦後思想史的な広がりを射程に入れている、極めてまっとうな研究書である」と評価している。
「アンチ学際」をコンセプトとする歴史研究学会「Antitled友の会」創設メンバーの一人である。

## 著作

### 単著
- 『SMの思想史：戦後日本における支配と暴力をめぐる夢と欲望』青弓社、2024年、ISBN 978-4-7872-1058-6

### 共編著
- 小西真理子・河原梓水編著『狂気な倫理：「愚か」 で 「不可解」 で 「無価値」 とされる生の肯定』晃洋書房、2022年、 ISBN 9784771036550